# Lill-Abborrtjärnen (Degerfors socken, Västerbotten, 713675-169230)
Lill-Abborrtjärnen är en sjö i Vindelns kommun i Västerbotten och ingår i Umeälvens huvudavrinningsområde. Sjöns area är 0,021 kvadratkilometer och den är belägen 280 meter över havet.